# Phía sau khung cửa sổ
Phía sau khung cửa sổ (tiếng Hàn: 쇼윈도: 여왕의 집; Romaja: Syowindo: Yeowang-ui Jib; tiếng Anh: Show Window: The Queen's House) là bộ phim truyền hình Hàn Quốc với sự tham gia của Song Yoon-ah, Lee Sung-jae, Jeon So-min và Hwang Chan-sung. Phim được phát sóng từ ngày 29 tháng 11, 2021, đến ngày 18 tháng 1, 2022, trên Channel A vào thứ Hai và thứ Ba hàng tuần lúc 22:30 (KST) với 16 tập.
Tỷ lệ người xem tập đầu tiên của bộ phim đã lập kỷ lục cho tỷ lệ người xem tập đầu tiên cao nhất của phim truyền hình Channel A. Hơn nữa, tập 14 của bộ phim đạt tỷ lệ người xem trung bình trên toàn quốc là 8.366%, vượt qua Lie After Lie, ghi nhận mức tỷ lệ người xem cao nhất từ trước đến nay cho phim truyền hình của Channel A. Với tỷ lệ người xem trung bình trên toàn quốc là 10.335% cho tập cuối cùng được phát sóng vào ngày 18 tháng 1, 2022, bộ phim đã một lần nữa làm mới kỷ lục của chính mình, trở thành phim truyền hình có tỷ lệ người xem cao nhất lịch sử Channel A. Bộ phim đã đạt thành công về mặt thương mại và trở thành một trong những bộ phim truyền hình Hàn Quốc có tỷ lệ người xem cao nhất trong lịch sử truyền hình cáp.
Tại Việt Nam, phim được phát hành trực tuyến song song trên nền tảng FPT Play.

## Tóm tắt
Phim kể về một người phụ nữ ủng hộ việc ngoại tình của một người phụ nữ khác mà không biết rằng người đó ngoại tình với chồng mình. Một trò chơi tâm lý đấu trí, lừa lọc giữa các nhân vật được phát triển một cách hấp dẫn sẽ không ngừng lôi cuốn người xem.

## Dàn diễn viên

### Diễn viên chính
| Diễn viên       | Vai diễn        | Giới thiệu | Tham khảo     |
| --------------- | --------------- | --- | ------------- |
| Song Yoon-ah    | Han Sun-joo     | 44 tuổi, vợ của Myung-seob, người có tất cả mọi thứ, từ sắc đẹp, đến trí thông minh và sự giàu có, là con gái của chủ tịch công ty giày Lachen. Quyết định không ở trong hãng thời trang do gia đình kiểm soát, cô giúp chồng bằng những kỹ năng xuất sắc và nuôi dạy con cái bằng tính cách tỉ mỉ của mình, thực sự là một người vợ và người mẹ tốt nhất. | [ 12 ]        |
| Lee Sung-jae    | Shin Myung-seop | 45 tuổi, quản lý cấp cao của tập đoàn Lachen, chồng của Sun-joo, Shin Myung-seop là một “Lọ Lem” thời hiện đại đã kết hôn với Han Seon-joo và đang từng bước thăng quan tiến chức tại công ty của mẹ cô, tập đoàn Lachen. Anh là giám đốc điều hành của công ty gia đình, báo cáo cho mẹ vợ của mình, Kim Kang-im. Anh cũng là một người đàn ông tuyệt vời, chung thủy với gia đình. Tuy nhiên, anh cảm thấy tò mò mãnh liệt đối với một người phụ nữ không phải vợ mình, và cuối cùng đã đi qua ranh giới không nên vượt qua và gây ra thảm họa, rơi vào khủng hoảng vì ngoại tình. | [ 13 ]        |
| Jeon So-min     | Yoon Mi-ra      | 30 tuổi, giáo viên mỹ thuật tại một trường tiểu học, là người phụ nữ làm rung động trái tim của Shin Myung-seop. Cô mất cha mẹ trong một tai nạn khi còn nhỏ. Yoon Mi-ra có vẻ ngoài xinh đẹp và sự quyến rũ nổi bật, là một người cực kỳ cố chấp với những mong muốn của mình. Cô gặp Shin Myung-seop và đem lòng yêu. Kết quả là Yoon Mi-ra được cho là sẽ đối đầu gay gắt với Han Seon-joo (vợ của Shin Myung-seop) và sẽ cùng chơi một trò chơi tâm lý khốc liệt. | [ 12 ] [ 14 ] |
| Hwang Chan-sung | Han Jung-won    | 36 tuổi, giám đốc tập đoàn Lachen, em trai của Sun-joo, người lạc quan và có trái tim ấm áp. Anh đang học thời trang ở Milan trong khi cũng làm việc trong công ty gia đình. Anh ấy tin tưởng và dựa dẫm vào chị gái của mình hơn bất cứ ai khác. Và có niềm tin rằng anh ấy có thể làm bất cứ điều gì cho chị mình. | [ 12 ]        |

### Diễn viên phụ

#### Những người xung quanh Sun-joo
| Diễn viên      | Vai diễn       | Giới thiệu | Tham khảo |
| -------------- | -------------- | --- | --------- |
| Kim Seung-soo  | Cha Young-hoon | 44 tuổi, một bác sĩ tâm lý, bạn trai cũ của Sun-joo và la bạn cùng lớp đại học. Young-hoon che giấu tình yêu của mình dành cho Seon-joo và quyết định trở thành nơi trú ẩn cho phần còn lại của cuộc đời mà cô ấy có thể dựa vào khi gặp khó khăn. Tuy nhiên, khi Seon-joo đang gặp khó khăn vì chồng của cô ấy là Shin Myeong-seop, anh ấy đã đến gặp Myeong-seop và cảnh báo rằng anh sẽ giữ cô bên cạnh, tạo ra một mối quan hệ tay ba căng thẳng nghẹt thở. | [ 4 ]     |
| Moon Hee-kyung | Kim Kang-im    | 66 tuổi, mẹ của Sun-joo và Jung-won, chủ tịch của công ty gia đình. Hai lần phản bội của chồng khiến cô không còn tin tưởng vào tình yêu, đồng thời cảm thấy mất lòng tin vào con rể, muốn cho Sun-joo thừa kế công ty. Bà một chủ tịch công ty ưu tiên tiền bạc và quyền lực, nhưng lại có tình mẫu tử mạnh mẽ, sẵn sàng dốc hết mọi thứ vì con gái. | [ 15 ]    |
| Shin Yi-jun    | Shin Tae-hee   | 18 tuổi, học sinh trung học, con gái của Sun-joo và Myung-seob. Học sinh kiểu mẫu số một của trường, rất tự trọng và có cá tính trong việc làm. | [ 16 ]    |
| Park Sang-hoon | Shin Tae-yong  | 15 tuổi, học sinh trung học cơ sở, con trai của Sun-joo và Myung-seob. Tính tình vui vẻ, năng động, được mẹ cưng chiều. | [ 17 ]    |

#### Những người ở nhà phố
| Diễn viên     | Vai diễn       | Giới thiệu | Tham khảo |
| ------------- | -------------- | --- | --------- |
| Kim Hye-in    | Choi Eun-kyung | 39 tuổi, nội trợ. Cô con gái duy nhất của một gia đình danh giá được sinh ra với tính cách hư đốn và bắt chước mọi hành động của Sun-joo. Dù phải chịu cảnh bạo hành gia đình của chồng nhưng cô không muốn từ bỏ chức danh vợ Bộ trưởng Công tố.    | [ 18 ]    |
| Lee Sun-jin   | Park Ye-rang   | 44 tuổi, nội trợ. Một người phụ nữ nhà phố không mấy nổi bật. Xuất thân từ một gia đình giàu có, cô muốn trở thành nữ hoàng nhà phố nhưng không thể sánh được với Sun-joo. Dù đã trở thành bạn của Sun-joo nhưng trong lòng cô rất ghen tị.          | [ 19 ]    |
| Oh Seung-eun  | Christina Jung | 45 tuổi, chủ tịch quán bar, có vẻ ngoài ưa nhìn. Cô ấy lái một chiếc xe thể thao giữa những người đàn ông, có tâm hồn tự do và không ngại ánh mắt của người khác. Sự thay đổi trong tính cách của cô ấy thực ra là do sự không chung thủy của chồng. | [ 20 ]    |
| Kim Young-jun | Ahn Do-hyuk    | 43 tuổi, công tố viên của Sở Công tố quận trung tâm Seoul, chồng của Eun-kyung. Anh ta có tính cách thích kiểm soát và bảo thủ, và sẽ sử dụng bạo lực khi không vừa ý.                                                                               | [ 21 ]    |
| Kim Jung-tae  | Lee Joon-sang  | 46 tuổi, đại diện của JS Jewelry, chồng của Ye-rang, đứng đầu một tập đoàn mới nổi thành công trong lĩnh vực nhượng quyền kinh doanh nhà hàng. Anh là người đàn ông suốt ngày nghi ngờ vợ ngoại tình.                                                | [ 22 ]    |

#### Những người khác
| Diễn viên      | Vai diễn       | Giới thiệu | Tham khảo |
| -------------- | -------------- | --- | --------- |
|                | Han Yeon-joo   | 25 tuổi, em gái của Sun-joo. |           |
| Kim Byeong-ok  | Kang Dae-wook  | 51 tuổi, cảnh sát hình sự của đội tội phạm, sự cố thương tích của Sun-joo. | [ 23 ]    |
| Jung Se-hyeong | Bậc thầy Tango | 45 tuổi, một nghệ sĩ khẳng định rằng khiêu vũ là cuộc sống, là người đi đầu trong các cuộc trò chuyện cơ thể với một sự quyến rũ.                                                                               | [ 24 ]    |
| Jeong Jung-ah  | Bà Jeong       | 44 tuổi, thành viên Câu lạc bộ Nữ hoàng, một phụ nữ có ý thức giai cấp mạnh mẽ giữa tầng lớp quyền lực được hình thành bởi đồng tiền. Một trong những người thông minh nhất trong số những người có địa vị cao. | [ 25 ]    |
| Park Jung-hak  | Chú của Mi-ra  | Một kẻ máu lạnh muốn lợi dụng quyền nuôi con của mình như một cái cớ. | [ 26 ]    |
| Moon Seo-yeon  | Thư ký Kang    | Thư ký của Shin Myeong-seop. Cô một nhân vật có nội tâm thầm kín, đóng vai trò quan trọng trong cuộc chiến tâm lý của các nhân vật chính.                                                                       | [ 27 ]    |

## Sản xuất
Buổi đọc kịch bản đầu tiên của dàn diễn viên được tổ chức vào tháng 6 năm 2021. Show Window: The Queen's House được dán nhãn là "Dự án đặc biệt kỷ niệm 10 năm của Channel A"
Được biết, bộ phim đã hoàn thành quay vào ngày 11 tháng 1 năm 2022.

## Nhạc phim gốc

### Phần 1
| Phát hành vào 12 tháng 10, 2021 | Phát hành vào 12 tháng 10, 2021 | Phát hành vào 12 tháng 10, 2021 | Phát hành vào 12 tháng 10, 2021   | Phát hành vào 12 tháng 10, 2021 | Phát hành vào 12 tháng 10, 2021 |
| STT                             | Nhan đề                         | Phổ lời                         | Phổ nhạc                          | Nghệ sĩ                         | Thời lượng                      |
| ------------------------------- | ------------------------------- | ------------------------------- | --------------------------------- | ------------------------------- | ------------------------------- |
| 1.                              | "Hello"                         | Hickee                          | Hickee Kim Seung-ho Kim Dong-kyun | Hickee                          | 2:57                            |
| Tổng thời lượng:                | Tổng thời lượng:                | Tổng thời lượng:                | Tổng thời lượng:                  | Tổng thời lượng:                | 2:57                            |

### Phần 2
| Phát hành vào 6 tháng 12, 2021 | Phát hành vào 6 tháng 12, 2021 | Phát hành vào 6 tháng 12, 2021           | Phát hành vào 6 tháng 12, 2021           | Phát hành vào 6 tháng 12, 2021 | Phát hành vào 6 tháng 12, 2021 |
| STT                            | Nhan đề                        | Phổ lời                                  | Phổ nhạc                                 | Nghệ sĩ                        | Thời lượng                     |
| ------------------------------ | ------------------------------ | ---------------------------------------- | ---------------------------------------- | ------------------------------ | ------------------------------ |
| 1.                             | "Fallin'"                      | Han Hye-jin (FAB) Piri Boi (FAB) Haru +1 | Piri Boi (FAB) Han Hye-jin (FAB) Haru +1 | Haru                           | 3:45                           |
| Tổng thời lượng:               | Tổng thời lượng:               | Tổng thời lượng:                         | Tổng thời lượng:                         | Tổng thời lượng:               | 3:45                           |

### Phần 3
| Phát hành vào 13 tháng 12, 2021 | Phát hành vào 13 tháng 12, 2021 | Phát hành vào 13 tháng 12, 2021      | Phát hành vào 13 tháng 12, 2021            | Phát hành vào 13 tháng 12, 2021 | Phát hành vào 13 tháng 12, 2021 |
| STT                             | Nhan đề                         | Phổ lời                              | Phổ nhạc                                   | Nghệ sĩ                         | Thời lượng                      |
| ------------------------------- | ------------------------------- | ------------------------------------ | ------------------------------------------ | ------------------------------- | ------------------------------- |
| 1.                              | "Heaven Made"                   | Elsa Søllesvik Lasse Midtsian Nymann | Elsa Søllesvik Lasse Midtsian Nymann Nylan | Elsie Bay                       | 3:15                            |
| Tổng thời lượng:                | Tổng thời lượng:                | Tổng thời lượng:                     | Tổng thời lượng:                           | Tổng thời lượng:                | 3:15                            |

### Phần 4
| Phát hành vào 21 tháng 12, 2021 | Phát hành vào 21 tháng 12, 2021 | Phát hành vào 21 tháng 12, 2021 | Phát hành vào 21 tháng 12, 2021 | Phát hành vào 21 tháng 12, 2021 | Phát hành vào 21 tháng 12, 2021 |
| STT                             | Nhan đề                         | Phổ lời                         | Phổ nhạc                        | Nghệ sĩ                         | Thời lượng                      |
| ------------------------------- | ------------------------------- | ------------------------------- | ------------------------------- | ------------------------------- | ------------------------------- |
| 1.                              | "Cry Me a River"                | OneTop Zeenan                   | OneTop Zeenan                   | Ha Dong-gyun                    | 3:30                            |
| Tổng thời lượng:                | Tổng thời lượng:                | Tổng thời lượng:                | Tổng thời lượng:                | Tổng thời lượng:                | 3:30                            |

### Phần 5
| Phát hành vào 28 tháng 12, 2021 | Phát hành vào 28 tháng 12, 2021 | Phát hành vào 28 tháng 12, 2021 | Phát hành vào 28 tháng 12, 2021 | Phát hành vào 28 tháng 12, 2021 | Phát hành vào 28 tháng 12, 2021 |
| STT                             | Nhan đề                         | Phổ lời                         | Phổ nhạc                        | Nghệ sĩ                         | Thời lượng                      |
| ------------------------------- | ------------------------------- | ------------------------------- | ------------------------------- | ------------------------------- | ------------------------------- |
| 1.                              | "Just Myself" (나만)            | Kim Mi-kyung Lee So-won         | Kim Mi-kyung Lee So-won         | Kim Hee-dong                    | 3:42                            |
| Tổng thời lượng:                | Tổng thời lượng:                | Tổng thời lượng:                | Tổng thời lượng:                | Tổng thời lượng:                | 3:42                            |

## Tỷ lệ người xem
| Mùa | Mùa | Số tập | Số tập | Số tập | Số tập | Số tập | Số tập | Số tập | Số tập | Số tập | Số tập | Số tập | Số tập | Số tập | Số tập | Số tập | Số tập | Trung bình |
| Mùa | Mùa | 1      | 2      | 3      | 4      | 5      | 6      | 7      | 8      | 9      | 10     | 11     | 12     | 13     | 14     | 15     | 16     | Trung bình |
| --- | --- | ------ | ------ | ------ | ------ | ------ | ------ | ------ | ------ | ------ | ------ | ------ | ------ | ------ | ------ | ------ | ------ | ---------- |
|     | 1   | N/A    | N/A    | N/A    | 0.703  | 1.075  | 1.220  | 1.082  | 1.271  | 1.175  | 1.214  | 1.394  | 1.723  | 1.533  | 1.684  | 1.694  | 2.195  | 1.060      |

| Tập | Ngày phát sóng    | Tỷ lệ khán giả trung bình (Nielsen Korea) | Tỷ lệ khán giả trung bình (Nielsen Korea) | Phân loại                                               |
| Tập | Ngày phát sóng    | Toàn quốc                                 | Seoul                                     | Phân loại                                               |
| --- | ----------------- | ----------------------------------------- | ----------------------------------------- | ------------------------------------------------------- |
| 1 | 29 tháng 11, 2021 | 2.049% (17th)                             | 2.086% (N/A)                              | Republic_Of_Korea_Broadcasting-TV_Rating_System(19).svg |
| 2 | 30 tháng 11, 2021 | 1.752% (27th)                             | —                                         | Republic_Of_Korea_Broadcasting-TV_Rating_System(15).svg |
| 3 | 6 tháng 12, 2021  | 3.039% (13th)                             | 3.067% (N/A)                              | Republic_Of_Korea_Broadcasting-TV_Rating_System(19).svg |
| 4 | 7 tháng 12, 2021  | 3.715% (5th)                              | 3.485% (5th)                              | Republic_Of_Korea_Broadcasting-TV_Rating_System(15).svg |
| 5 | 13 tháng 12, 2021 | 5.500% (3rd)                              | 5.614% (2nd)                              | Republic_Of_Korea_Broadcasting-TV_Rating_System(15).svg |
| 6 | 14 tháng 12, 2021 | 5.922% (1st)                              | 6.045% (1st)                              | Republic_Of_Korea_Broadcasting-TV_Rating_System(15).svg |
| 7 | 20 tháng 12, 2021 | 5.523% (2nd)                              | 5.801% (2nd)                              | Republic_Of_Korea_Broadcasting-TV_Rating_System(15).svg |
| 8 | 21 tháng 12, 2021 | 6.406% (1st)                              | 6.467% (1st)                              | Republic_Of_Korea_Broadcasting-TV_Rating_System(15).svg |
| 9 | 27 tháng 12, 2021 | 5.701% (2nd)                              | 5.976% (2nd)                              | Republic_Of_Korea_Broadcasting-TV_Rating_System(15).svg |
| 10 | 28 tháng 12, 2021 | 5.860% (1st)                              | 5.850% (1st)                              | Republic_Of_Korea_Broadcasting-TV_Rating_System(15).svg |
| 11 | 3 tháng 1, 2022   | 6.997% (2nd)                              | 7.164% (2nd)                              | Republic_Of_Korea_Broadcasting-TV_Rating_System(15).svg |
| 12 | 4 tháng 1, 2022   | 8.092% (1st)                              | 7.958% (1st)                              | Republic_Of_Korea_Broadcasting-TV_Rating_System(15).svg |
| 13 | 10 tháng 1, 2022  | 7.575% (2nd)                              | 6.896% (2nd)                              | Republic_Of_Korea_Broadcasting-TV_Rating_System(15).svg |
| 14 | 11 tháng 1, 2022  | 8.366% (1st)                              | 7.874% (1st)                              | Republic_Of_Korea_Broadcasting-TV_Rating_System(15).svg |
| 15 | 17 tháng 1, 2022  | 8.523% (1st)                              | 7.794% (2nd)                              | Republic_Of_Korea_Broadcasting-TV_Rating_System(15).svg |
| 16 | 18 tháng 1, 2022  | 10.335% (1st)                             | 9.646% (1st)                              | Republic_Of_Korea_Broadcasting-TV_Rating_System(15).svg |
| Trung bình | Trung bình        | 5.960%                                    | 6.110%                                    |                                                         |
| - Trong bảng trên, số màu xanh chỉ tỷ lệ người xem thấp nhất và số màu đỏ chỉ tỷ lệ người xem cao nhất. - N/A biểu thị xếp hạng không được phát hành. - Bộ phim này được phát sóng trên kênh truyền hình cáp/truyền hình trả phí thường có lượng khán giả tương đối ít hơn so với các đài truyền hình công cộng/truyền hình miễn phí (KBS, SBS, MBC và EBS). |                   |                                           |                                           |                                                         |

## Giải thưởng và đề cử
| Năm  | Lễ trao giải                          | Hạng mục                                          | Đề cử       | Kết quả   | Ref.   |
| ---- | ------------------------------------- | ------------------------------------------------- | ----------- | --------- | ------ |
| 2022 | Giải thưởng phim truyền hình Hàn Quốc | Nữ diễn viên xuất sắc (Excellence Award, Actress) | Jeon So-min | Đoạt giải | [ 38 ] |